# Kid Cudi
Scott Ramon Seguro Mescudi (født 30. januar 1984) bedre kendt som Kid Cudi er en amerikansk rapper, musiker, producer og skuespiller. Han trådte for alvor ind på den amerikanske urban-scene, da han i 2008 medvirkede på Kanye West-albummet "808s & Heartbreak", hvor han var gæst på nummeret "Welcome To Heartbreak" og co-writer på "Heartless" og "Paranoid".

## Barndom
Kid Cudi blev født i Cleveland, hvor han er den yngste af fire børn, med to brødre, Domingo og Dean, og en søster, Maisha. Da han var elleve år, døde hans far af kræft.[kilde mangler]

## Karriere
Kid Cudi begyndte i slutningen af High School med at rappe. Han lod sig inspirere af hiphopgrupper som The Pharcyde og A Tribe Called Quest.[kilde mangler] Han flyttede derfor til Brooklyn i New York City for at forfølge sin musikkarriere.[kilde mangler]
Kid Cudi udsendte i 2008 en debutsingle, "Day 'n' Nite", der oprindelig findes på mixtapet "A Kid Named Cudi", der kom på gaden i juli 2008.
Kid Cudi udkom i august 2009 med fuldlængde debutalbummet "Man On The Moon: The End Of Day", hvorpå man finder nyeste singleudspil "Make Her Say", der gæstes af Kanye West og rapperen Common. Albummet er blevet til i samarbejde med producere som Dot Da Genius, Emile, Plain Pat, Ratatat og Kanye West.
I 2010 medvirkede Kid Cudi, som sig selv, i tv-serien One Tree Hill, i afsnittet "Lists, Plans". Kid Cudi fik tildelt sin første rolle i den amerikanske serie How to Make It in America, der bliver sendt på HBO.

## Personligt
Den 26. Marts 2010 blev Kid Cudis datter født, Vada Wamwene Mescudi.[kilde mangler]
Den 5. oktober 2016 offentliggjorde Kid Cudi at han var slemt deprimeret og havde selvmordstanker, og har meldt sig ind for rehabilitering. Dette blev gjort over et facebookopslag, hvor han fortalte at det var vigtigt ikke at leve sit liv i skjult, og derfor valgte at fortælle sine fans om sin nuværende tilstand. 

## Diskografi
Albums:
- Man on the Moon: The End of Day (2009)
- Man on the Moon II: The Legend of Mr. Rager (2010)
- Indicud (2012)
- WZRD (2012) (med Dot da Genius som WZRD)[39]
- Cruel Summer (2012) (med GOOD Music)[61]
- Indicud (2013)
- Satellite Flight: The Journey to Mother Moon (2014)
- Speedin' Bullet 2 Heaven (2015)
- Passion, Pain & Demon Slayin' (2016)
- The Almighty GloryUS (TBA) (with King Chip)
- Kids See Ghosts (Kanye West & Kid Cudi) (2018)
- Man on the Moon III: The Chosen (2020)

Mixtapes:
- A Kid Named Cudi (2008)